# Neptis nosba
Neptis nosba är en fjärilsart som beskrevs av Hans Fruhstorfer 1913. Neptis nosba ingår i släktet Neptis och familjen praktfjärilar. Inga underarter finns listade i Catalogue of Life.